# Rhipidarctia unicolor
Rhipidarctia unicolor är en fjärilsart som beskrevs av Sergius G. Kiriakoff 1957. Rhipidarctia unicolor ingår i släktet Rhipidarctia och familjen björnspinnare. Inga underarter finns listade.